# Johannes Pontisella der Ältere
Johannes Pontisella der Ältere (* ca. 1510 in Bergell; † 1574 in Chur) war ein Schweizer reformierter Geistlicher und Pädagoge.

## Leben
Johannes Pontisella der Ältere wurde wohl im ersten Viertel des 16. Jahrhunderts im Weiler Pontisella in Bergell geboren. Sein Vater war ein Domherr aus Chur, der früh zur reformierten Konfession wechselte. Da der Vater früh verstarb, wurde Pontisella zur Schulausbildung 1537 nach Zürich geschickt. Durch ein von Heinrich Bullinger gestiftetes Stipendium konnte er auch an der Universität Zürich Theologie studieren. Dem ist auch zu verdanken, dass Pontisella 1541 die Pfarrstelle in Schwamendingen übernehmen konnte, nachdem er in die evangelisch-rätische Synode aufgenommen worden war. Im nächsten Jahr wurde er Lehrer an der Schule im Grossmünster.
Im Jahr 1544 wurde die Schulleiterstelle der Lateinschule in Chur frei. Abgesandte des Gotteshausbundes richteten sich mit der Bitte an den Zürcher Bürgermeister, er möge Pontisella doch zwei Jahre lang die Schulleiterstelle ausüben lassen. Schliesslich nahm Pontisella das Amt an. Die Schule war erst  wenige Jahre zuvor gegründet worden, sodass seine Tätigkeit dort entscheidend für die Entwicklung der Schule war – an den rasch anwachsenden Schülerzahlen war erkennbar, dass er gute Arbeit leistete. Probleme gab es jedoch, als Simon Lemnius gegen den Willen des Schulleiters eingestellt wurde, immerhin war dieser als Luthersatiriker bekannt. Zwar blieb Pontisella länger als zunächst gefordert dort. 1546 kam es beinahe zum Rücktritt als Folge eines Streites mit dem Klostervogt.
Die Probleme spitzten sich zu. In der Folgezeit behauptete Pontisella oft, er werde nicht pünktlich bezahlt, und 1551 ging er vor Gericht mit der Behauptung, seit zwei Jahren kein Gehalt mehr bekommen zu haben und ohnehin viel zu wenig für seine Arbeit zu bekommen. Auf der anderen Seite warf man ihm Schlampigkeit bei der Leitung vor, sodass er mehrmals entlassen werden sollte. Ein besonderer Streitpartner schien ihm Philipp Gallicius gewesen zu sein, doch ist dafür kein Grund bekannt. Genau dieser wurde 1556 Schulinspektor, und infolgedessen behauptete Pontisella, man habe in ihn keinerlei Vertrauen und wollte unverzüglich zurücktreten. Aber er behielt die Stelle trotzdem. Zwar äusserte Johannes Fabricius Montanus Pontisellas Mentor Bullinger gegenüber, der Schulleiter wolle sein Amt nur wegen der schlechten Bezahlung aufgeben. Trotzdem wandte sich dessen Verhältnis zu den anderen Pfarrern eher ins Positive. Überdies erteilte ihm die Synode öfter Aufträge, obwohl er seit 1544 die Pfarrstelle gar nicht mehr innehatte.
1566 wurde Pontisella Mitglied des Stadtrats von Chur und beteiligte sich bei der Schlichtung des Streits zwischen den Stadtpfarrern Tobias Egli und Johannes Gantner. Im Frühling 1574 verstarb Pontisella in Chur. Bis zum Tod hatte er die Schulleitung innegehalten, sein Nachfolger wurde sein 1552 geborener Sohn Johannes Pontisella der Jüngere.
Obgleich er immer wieder in Problemen während seiner Zeit als Schulleiter verwickelt war, strebte Pontisella erfolgreich ein höheres Bildungsniveau an und setzte so einen Grundstein zur besseren Ausbildung im Kanton Graubünden.